# Radowicze (rejon włodzimierski)
Radowicze (ukr. Радовичі) – wieś na Ukrainie w rejonie włodzimierskim obwodu wołyńskiego.

## Historia
Pod koniec XIX w. wieś w gminie Poryck, w powiecie włodzimierskim.
W czasie okupacji niemieckiej mieszkające tutaj ukraińskie małżeństwo Hajduków udzielało pomocy Żydom. W 2010 roku Instytut Jad Waszem uhonorował za to Stepana i Juzefę Hajduków tytułami Sprawiedliwych wśród Narodów Świata.
Do 2020 w rejonie iwanickim.